# Мериза
Мериза, мариса (араб. مريسة‎) — алкогольный напиток, распространённый в Судане.
Этот напиток известен во всех частях Судана, но разные племена и народности называют его по-разному. Для его приготовления собирают и сушат ростки дурры. После этого их мелят и просеивают. Затем мука дурры замешивается, раскладывается на противне и равномерно подогревается, пока тесто не поднимется. После этого в кувшин кладут финики и заливают их водой. Через 2-3 дня образовавшаяся финиковая закваска смешивается с тестом, и после тщательного перемешивания в кувшин добавляются сушёные ростки дурры. Вся эта паста фильтруется. Арабы фильтруют её через листья пальмы, а нубийцы используют для этого конус из прутьев, набитый листьями пальмы и имеющий отверстие внизу, чтобы выливать содержимое. Отфильтрованная жидкость настаивается до появления пенки. После этого в старую закваску вновь заливают воду и приготовляют новый напиток. Эта процедура повторяется несколько раз с использованием одного и того же теста.
А. Брэм, побывавший в Судане в середине XIX века, писал:

Не более воздержен суданец и в употреблении спиртных напитков. Оба пола ходят дома голые, за исключением передника, и не знают никаких приличий. Мужчина почти не одетый ложится на анкареб и пьёт меризу с такою жадностью, что не встаёт даже для удовлетворения самых настоятельных своих нужд. Чувство стыда он не знает. Он пьёт пока может, а потом лежит, совершенно пьяный, на анкаребе.
Мериза, или крепчайший её вид — бильбиль, приготовляется из дурры или дохна и потребляется в Хартуме в большем количестве. Меризу курят на особых заводах и на разные лады. В Хартуме дурру размачивают и оставляют её в сыром месте между молочнистыми листьями Asclepias procera (по-арабски аэхшр), пока она не пустит ростки длиною в дюйм. Если уподобить меризу нашему пиву, то дурра соответствует в ней ячменю, а аэхшр хмелю. Когда дурра достаточно прорастёт, листья аэхшра снимают и высушивают солод из дурры на солнце. Затем растирают его на мурхаке и, разбавив большим количеством воды, несут в земляных сосудах на огонь. Обыкновенно смесь эту варят от 6 до 8 часов и медленно выстуживают. Подбавив в эту жидкость дрожжей и дав ей пробродить, получают напиток, называемый мериза; но если её пропускают сквозь цедилку, сплетение из нарезанных полосами пальмовых листьев, и варят в другой раз, то получают бильбиль, который приводят в брожение, подбавляя дрожжей, и который можно пить через несколько часов. Его разливают окончательно в большие, почти шарообразные горшки, «бурам», из которых объём каждого равняется от 6 до 8 наших бутылок. Одна «бурма бильбиль» стоит в Хартуме два пиастра; не смотря на столь дешёвую цену, завод бильбиль даёт барыша от 300 до 400 процентов на затрачиваемый капитал.

В исламе запрещено употребление алкоголя, но в сельской местности Севера Судана периода 1970—1980-х годов возможность выпивать обосновывалась жителями-мусульманами весьма своеобразно. Люди говорили: «Финики — наши финики, вода — наша вода, что же тогда запретно?» Чаще всего так они отвечали на предложение попробовать импортные вина. Но с конца 1980-х годов, когда был введён шариат, алкоголь был запрещён. Закон запрещает продажу, покупку и употребление алкоголя. Нарушение запрета на алкоголь наказывается 40 ударами хлыстом.